# Opus (manga)
Opus – manga autorstwa Satoshiego Kona, publikowana na łamach magazynu „Comic Guys” wydawnictwa Gakken od października 1995, aż do anulowania magazynu w czerwcu 1996. Została zebrana w dwóch tomach, wydanych 13 grudnia 2010 nakładem Tokuma Shoten, zawierając brakujące zakończenie znalezione po śmierci Kona. Opus był ostatnią mangą Kona, zanim zadebiutował w branży anime filmem Perfect Blue.

## Publikacja serii
Manga była publikowana w dwumiesięczniku „Comic Guys” wydawnictwa Gakken, począwszy od października 1995, aż do anulowania magazynu w czerwcu 1996. Gdy Kon rozpoczął pracę nad Perfect Blue i skupił się na swojej reżysera anime, Opus został zawieszony na stałe, a Kon później określił go jako porażkę. Wydawnictwo Tokuma Shoten zebrało 19 rozdziałów mangi w dwóch tomach opublikowanych 13 grudnia 2010 pod imprintem Ryu Comics, dodając brakujące zakończenie znalezione po śmierci Kona. Ostatni rozdział, znaleziony w plikach Kona, nigdy nie został ukończony ani opublikowany i został włączony przez wydawcę, aby pomóc czytelnikom „zrozumieć intencję tej historii”.
W Polsce manga ukazała się w jednym tomie zbiorczym wydanym 20 września 2017 nakładem wydawnictwa Studio JG.

## Odbiór
Brigid Alverson z MangaBlog stwierdziła, że akcja jest trudna do zrozumienia, co odciągnęło ją od historii, podczas gdy Katherine Dacey powiedziała, że „zwykle uważa tego rodzaju meta-ćwiczenia za nużące, ale Kon nadaje tej historii poczucie żartobliwej pilności, która udaremnia chęć dekonstrukcji każdej strony.”. Redakcja The Fandom Post pochwaliła wykorzystanie przez Kona metafikcji jako części historii „pełnej pytań o egzystencjalizm i predestynację”. Paul Gravett umieścił ją na pierwszym miejscu w swojej dziesiątce najlepszych mang 2014 roku i nazwał Opus „oszałamiającą meta-mangą”, która jest „przepełniona pomysłami i wyobraźnią”, dodając, że ma ona wiele wspólnego z filmami Kona i byłaby dobrą adaptacją anime. Joe McCulloch z The Comics Journal stwierdził, że fabuła jest „scenariuszem tak bardzo w stylu Satoshiego Kona, jak to tylko możliwe” i zauważył, że celem tytułu jest „sięganie do gwiazd”.
Francuskie wydanie mangi zdobyło nagrodę Asia Critics Prize 2013 przyznawaną przez Association des Critiques et des journalistes de Bande Dessinée i było częścią Sélection Officiele na Międzynarodowym Festiwalu Komiksu w Angoulême w 2014 roku. W 2016 roku publikacja znalazła się również na liście świetnych powieści graficznych dla nastolatków stowarzyszenia Young Adult Library Services Association.